# Aprostocetus polygoni
Aprostocetus polygoni är en stekelart som först beskrevs av Erdös 1954.  Aprostocetus polygoni ingår i släktet Aprostocetus, och familjen finglanssteklar. Arten är reproducerande i Sverige.